# Kristian Bjørnsen
Kristian Bjørnsen, född 10 januari 1989 i Stavanger, är en norsk handbollsspelare (högersexa).

## Karriär

### Klubblagsspel
Kristian Bjørnsen började sin handbollskarriär på hemmaplan i Stavanger där han spelade så länge han var junior. 20 år gammal bytte han till norska toppklubben FyllingenBergen där han blev norsk mästare 2010. Efter fyra år i Fyllingen valde han att spela två säsonger för IFK Kristianstad. Då vann han två SM-guld 2015 och 2016. Efter dessa framgångar fick han sedan 2016 kontrakt med  tyska bundesligaklubben HSG Wetzlar. Efter fem säsonger där började han spela för danska Aalborg Håndbold.

### Landslagsspel
Kristian Bjørnsen debuterade i det norska A-landslaget den 19 juli 2012 mot Danmark i en förlustmatch för Norge 23-35. Han har sedan spelat 125 landskamper och stått för 518 mål i landslaget. Främsta meriter med landslaget är VM-silver både 2017 och 2019, samt brons i EM 2020. 2017 i VM togs Bjørnsen ut i All Star Team som turneringens bästa högersexa. Han också spelat i EM 2016 i Polen och EM 2018 i Kroatien.